# Fiona (Sängerin)
Fiona (eigentlich Fiona Flanagan, * 13. September 1961 in Phillipsburg, New Jersey) ist eine US-amerikanische Sängerin und Schauspielerin.

## Leben und Karriere
Fionas Eltern waren aus Dublin (Irland) in die Vereinigten Staaten ausgewandert. Sie wuchs in einer katholisch geprägten Familie auf und lernte in der Schule, Klarinette zu spielen.
Sie entschied sich für eine Karriere im Musikbereich und nahm 1985 ihr erstes Album auf, mit dem sie Platz 71 der Billboard 200 erreichen konnte. Die aus dem Album ausgekoppelte Single Talk to me schafft es bis auf Platz 64 der Billboard Hot 100.
1986 folgte das Album Beyond The Pale, mit dem sie jedoch keinen Charterfolg verbuchen konnte.
Ihr Debüt als Schauspielerin gab sie 1986 in der Folge Little Miss Dangerous der TV-Serie Miami Vice. 1987 spielte sie neben Bob Dylan in dem Film  Hearts of fire die Rolle der Molly McGuire; außerdem steuerte sie das Lied Hearts of Fire und vier weitere bis dahin unveröffentlichte Titel zum Soundtrack des Films bei.
1990 brachte sie eine weitere Platte heraus: Heart Like a Gun, die Platz 150 der Billboard 200 erreichte. Das darauf enthaltene Lied Everything you do (You’re Sexin’ me), ein Duett mit Kip Winger, gelangte auf Platz 52 der Billboard Hot 100. Im selben Jahr sang sie auch auf dem Album Cherry Pie, das die Gruppe Warrant herausgebracht hatte. Ihre Veröffentlichung Squeeze erschien 1992.
Fiona war mit dem Produzenten Beau Hill (u. a. Winger, ZZ Top) verheiratet. Sie lebt mit ihrem jetzigen Mann und ihren zwei Kindern in New Jersey. Im Mai 2011 gab sie bekannt, mit dem Produzenten James Christian (Ehemann von Robin Beck und Sänger der Gruppe House Of Lords) an einem neuen Album zu arbeiten.
Fast 20 Jahre nach dem letzten Album Squeeze wurde im Oktober 2011 das neue Album Unbroken zeitgleich in den USA und in Europa veröffentlicht. Fiona wäre überdies als Support für House Of Lords in Deutschland, Österreich und der Schweiz aufgetreten. Aufgrund einer Krebserkrankung von James Christian fielen die Konzerte jedoch aus.

## Diskografie
- Fiona (1985)
- King Biscuit Flower Hour (Live-Album, 1985)
- Beyond the Pale (1986)
- Heart Like A Gun (1989)
- Squeeze (1992)
- Unbroken (2011)